# Roxadustat
Roxadustat, cu denumirea comercială Evrenzo, este un factor stimulator al eritropoezei utilizat ca preparat antianemic, fiind un factor inductibil prin hipoxie, inhibitor al prolil-hidroxilazei (HIF-PHI). Acesta crește producția organismului de eritropoietină și astfel stimulează producția de hemoglobină și celule roșii din sânge. Este indicat pentru tratamentul pacienților cu anemie secundară bolii cronice de rinichi. Se administrează pe cale orală.
Roxadustat a obținut prima aprobare pentru comercializare în China pe 17 decembrie 2018, pentru tratamentul anemiei cauzate de insuficiența renală, la pacienții dependenți de dializă. A fost aprobat în Japonia în 2019 cu același scop, iar în 2020 și pentru pacienții cu boală cronică de rinichi care nu fac dializă. În Uniunea Europeană a fost aprobat pentru uz medical, în august 2021. Folosirea medicamentului la om nu este încă aprobată în România și SUA.

## Utilizări medicale
Roxadustat este indicat pentru tratamentul adulților cu anemie simptomatică asociată cu boală cronică de rinichi.

## Efecte adverse
Cele mai frecvente reacții adverse includ creșterea tensiunii arteriale, evenimente vasculare trombotice (formarea de cheaguri de sânge) la nivelul accesului vascular pentru dializă, diaree, edem periferic (acumularea în exces de lichid, în special la nivelul membrelor), hiperkaliemie (niveluri ridicate de potasiu în sânge) și greață.
A fost raportat faptul că Roxadustat stimulează activarea factorului de creștere endotelial vascular (VEGF), proteină cu rol în angiogeneză care poate stimula însă și creșterea tumorilor. Studiile clinice făcute până în prezent nu au deovedit însă efectul respectiv, identificat anterior la șoareci și șobolani. S-a constatat, de asemenea, că tratamentul cu Roxadustat poate crește riscul de acidoză metabolică la pacienți.

## Utilizări în sport
Datorită potențialelor sale aplicații în dopajul sportiv, a fost inclus în testele anti-doping încă înainte de a fi aprobat pentru uz medical.

## Provocări
Ca urmare a unei decizii din luna august 2021 a FDA, bazată pe analiza profilului beneficiu-risc, folosirea medicamentului nu a fost aprobată încă în SUA, urmând să fie efectuat un studiu suplimentar privind siguranța medicamentului la pacienți cu boli cronice de rinichi, atât dializați cât și nedializați.